# Under the Sign of Hell
Under the Sign of Hell è il terzo album in studio del gruppo black metal norvegese Gorgoroth, pubblicato il 20 ottobre 1997 da Malicious Records. In seguito è stato ristampato più volte, nel 1999 da Century Black, nel 2005 da Season of Mist e nel 2007 da Regain Records, oltre che da Agonia Records e Back on Black nel 2005 e nel 2006 su vinile in edizione limitata. Si tratta del primo album con il nuovo cantante Pest, che aveva già partecipato alla registrazione di alcune tracce del precedente Antichrist.
Il disco è solitamente considerato un netto passo in avanti rispetto ai due lavori precedenti, grazie anche alla produzione molto migliore, tanto che alcuni lo considerano addirittura il miglior album della carriera del gruppo.

## Tracce
1. Revelation of Doom – 3:15
2. Krig – 2:43
3. Funeral Procession – 3:01
4. Profetens Åpenbaring – 5:20
5. Postludium – 1:34
6. Ødeleggelse og Undergang – 4:28
7. Blood Stains the Circle – 2:42
8. The Rite of Infernal Invocation – 6:49
9. The Devil Is Calling – 3:01

## Formazione[3]
- Pest - voce
- Infernus - chitarra, basso
- Ares - basso (traccia 1)
- Grim - batteria

### Crediti
- Infernus - arrangiamenti, ingegneria del suono, produzione